# 1896 na música

## Nascimentos
| Data | Nome | Profissão | Nacionalidade | Observações | Ref |
| ---- | ---- | --------- | ------------- | ----------- | --- |

## Mortes
| Data           | Nome           | Profissão              | Nacionalidade | Observações | Ref |
| -------------- | -------------- | ---------------------- | ------------- | ----------- | --- |
| 20 de Maio     | Clara Schumann | pianista e compositora | Alemanha      | n. 1819     |     |
| 16 de Setembro | Carlos Gomes   | compositor             | Brasil        | n. 1836     |     |
| 11 de Outubro  | Anton Bruckner | compositor             | Áustria       | n. 1824     |     |